# 延慶殿
39°55′13″N 116°23′40″E / 39.92032°N 116.394406°E
延慶殿（穆麟德轉寫：yan king diyan），位于紫禁城内廷西路、中正殿雨花阁东侧。

## 简介
清朝时，每逢立春，皇帝便在延庆殿九叩迎春，为民祈福。
延庆殿位于延庆门内。延庆殿以北，是广德门。延庆门以南还有一院，院内东、西两侧各有群房。广德门以北到建福宫的建福门以南，是一个没有建筑的南北长、东西窄的院落。